# Déhel
Le Déhel est un cotre aurique construit en 1931 au chantier Lacheray de Honfleur et appartenant depuis 1985 à l'Association des amis du Musée de la mer (AMERAMI).

Son immatriculation est C 1458 (quartier maritime de Caen).
Le Déhel fait l’objet d’un classement au titre objet des monuments historiques depuis le 9 juin 1986.

## Histoire
Il a été construit en 1931 par le chantier Lacheray à Honfleur, pour le compte du patron-pêcheur Charles-Pierre Lemoigne, de Dives. Celui-ci lui donne le nom de son premier bateau, un ancien bateau pilote de type « cotre pilote de Ouistreham ». Il est simplement formé des initiales des noms des cinq pilotes qui l'armaient, comme il est d'usage sur les bateaux-pilotes de la Manche à l'époque : Désiré, Émile, Henri, Édouard et Louis. 
Seule barque chalutière de Dives jusqu'en 1946, Le Déhel est utilisé pour la pêche : soles, carrelets, aiglefins, flets, chiens, roussettes, et harengs en saison. 
Après la guerre, le Déhel est de moins en moins utilisé pour la pêche et est finalement désarmé en 1967. 
En 1968, la coque asséchée est sauvée pour la première fois par Jean-Jacques Lemoine qui confie en 1971 la restauration à Albert Lacheray, le constructeur d'origine. Le Déhel sert comme bateau de croisière. Mais bien qu'il soit un des premiers bateaux traditionnels sauvés sur la côte normande dans les années 1980, il est bien peu considéré par les autorités portuaires car jugé trop encombrant. Les descendants de Jean-Jacques Lemoine commencent à envisager de se défaire du bateau. 
En 1985, il est finalement racheté par l'Amerami (Association des amis du Musée de la mer), qui entreprend son second sauvetage. Il est classé monument historique depuis 1986. 
Restauré de 1989 à 1994 par les Chantiers maritimes honfleurais, le Conservatoire maritime du Havre , et la voilerie havraise Normandie Tradition, Le Déhel est aménagé pour accueillir 5 personnes en croisière en 3e catégorie. Il fait sa première sortie à l'occasion des Voiles de la Liberté à Rouen, en 1994. 
Il navigue depuis au départ de Honfleur, avec un programme de croisière qui l'emmène régulièrement vers Fécamp, Le Havre ou Caen, parfois la Bretagne ou les îles Anglo-Normandes, l'Angleterre, et même le long des côtes du Danemark en 1997. 
En 2007 il subit un grand carénage dirigé par le charpentier Christophe Hodet avec des stagiaires du CEMEA du Calvados .